# 4. Liga
Die 4. Liga ist eine Liga in mehreren Sportarten in der Schweiz.

## Fussball
Im Fussball ist die 4. Liga die achthöchste beziehungsweise zweittiefste Schweizer Spielklasse im Fussball. Deren Spielbetrieb obliegt den Regionalverbänden. In den meisten Regionalverbänden existieren in der 4. Liga die meisten Mannschaften.
Es existieren in der gesamten Schweiz insgesamt 74 Gruppen mit total 840 Mannschaften (Stand 2009/10).
Die Besten können in die 3. Liga aufsteigen, während die Schwächsten in die 5. Liga absteigen.

### Bekannte Vereine
- FC Baulmes – früherer Teilnehmer der zweithöchsten Liga
- FC Büsingen – einziger deutscher Fußballverein im schweizerischen Fußballverband

## Handball
Die 4. Liga ist im Schweizer Handball der Männer die tiefste Liga und sechste in der Hierarchie. Anfangs 2020 haben sich 91 Mannschaften in 13 Gruppen für die Meisterschaft angemeldet. Die besten Mannschaften steigen in die 3. Liga auf.
Der HC Buchs-Vaduz ist ein schweizerisch-liechtensteinischen Handballverein. Es ist der einzige Handballverein in Liechtenstein. Die einzige Männermannschaft spielt in der 4. Liga.

## Andere Sportarten
In den meisten anderen Sportarten wie Eishockey ist die 4. Liga die sechsthöchste Schweizer Spielklasse.